# Хоури, Кэлли
Кэлли Хоури (англ. Callie Khouri, род. 27 ноября 1957) — американский сценарист, режиссёр и продюсер, которая выиграла премию «Оскар» за лучший оригинальный сценарий к кинофильму «Тельма и Луиза».

## Жизнь и карьера
Кэролин Энн Хоури родилась в Сан-Антонио, штат Техас. После окончания средней школы она поступила в Университет Пердью, где изучала ландшафтную архитектуру, однако позже заинтересовалась драматическим искусством.
После переезда в Лос-Анджелес Хоури начала карьеру в компании, снимавшей музыкальные клипы и рекламные ролики. В тот период она начала работать над сценарием к фильму «Тельма и Луиза», позже ставшим культовым в популярной культуре. «Тельма и Луиза» вышел на экраны в 1991 году и имел успех как в прокате, так и у критиков. Хоури выиграла премии «Оскар» за лучший оригинальный сценарий, «Золотой глобус» за лучший сценарий, а также была номинирована на BAFTA за лучший оригинальный сценарий и выиграла ряд других премий.
Хоури написала сценарии для фильмов «Повод для разговоров» (1995) и «Божественные тайны сестричек Я-Я» (2002), последний из которых она также срежиссировала. Кроме того она сняла фильм «Шальные деньги» (2008) и разработала несколько телепроектов. В 2012 году она разработала концепцию сериала «Нэшвилл» для канала ABC.
Хоури в настоящее время живёт в Санта-Монике, штат Калифорния.

## Фильмография
- 1987 — Ария/Aria (координатор производства)
- 1991 — Тельма и Луиза/Thelma & Louise (продюсер и сценарист)
- 1995 — Повод для разговоров/Something to Talk About (сценарист)
- 2002 — Божественные тайны сестричек Я-Я/Divine Secrets of the Ya-Ya Sisterhood (продюсер, режиссёр и сценарист)
- 2006 — /Hollis & Rae (продюсер, режиссёр и сценарист)
- 2008 — Шальные деньги/Mad Money (режиссёр)
- 2012 — Нэшвилл/Nashville (продюсер и создатель)